# Toussaint-Xénophon Renaud
Pour les articles homonymes, voir Renaud (homonymie).
Toussaint-Xénophon Renaud (né à Montréal le 8 septembre 1860 et mort le 1er février 1946) est un peintre et un décorateur québécois.
Il fut un élève de Napoléon Bourassa et un disciple de François-Édouard Meloche. Il a décoré plus de 200 églises au Québec (dont plusieurs à Montréal), en Ontario, dans les Maritimes et aux États-Unis. Il a aussi réalisé plus de 1 000 tableaux. À la suite des réformes liturgiques dans les années 1950 et les décennies suivantes, seulement quelques décors d'églises et chapelles, ainsi qu'une cinquantaine de tableaux, soit entre 5 et 10% de l'oeuvre de Toussaint-Xénophon Renaud, ont été conservées.

## Quelques réalisations remarquables
- Cathédrale Saint-Charles-Borromée de Joliette
- Église du Très-Saint-Nom-de-Jésus et l'orgue, (Montréal)
- Chapelle Notre-Dame-de-Lourdes de Montréal (comme apprenti)
- Sanctuaire du Saint-Sacrement (avenue Mont-Royal, Montréal)
- Église Saint-François de Sales (Laval)
- Église Notre-Dame-de-la-Visitation de Champlain
- Église Notre-Dame de Granby (décorations remplacées en 1934 par les décors commandés au peintre et maitre-verrier Guido Nincheri).
- Église Saint-Timothée (Salaberry-de-Valleyfield)
- Église Sainte-Brigide (Montréal)
- Église Saint-Joseph de Saint-Henri (Montréal)
- Église Saint-Irénée (Montréal)
- Chapelle de l’Hôpital de la Miséricorde (Montréal)
- Église Saint-Faustin (Mont-Blanc)
- Société du patrimoine religieux du diocèse de St-Hyacinthe

## Sources
- Renaud, Marc. - Toussaint-Xénophon Renaud : décorateur d’églises et artiste peintre, élève de Napoléon Bourassa, disciple d’Édouard Meloche. – Montréal : Carte blanche, 2006. – 215 p. –
- Encyclopédie de l'Agora
- Dallaire, Marie. Curiosités du coeur des Laurentides. Québec, Les Éditions GID, 2024, 228 p.